# Port Clyde (Maine)
Port Clyde è un villaggio con lo status di area non incorporata, sito nella città statunitense di St. George nel Maine, Contea di Knox. Si trova all'estremità meridionale della penisole di St. George.
Nel XIX secolo Port Clyde, divenne un porto assai frequentato per il trasporto del granito estratto nelle cave vicine, di materiali per segherie, prodotti dell'industria conserviera e per i cantieri navali.
Nel XX secolo la zona attrasse artisti e scrittori: il capolavoro di Sarah Orne Jewett, The Country of the Pointed Firs fu scritto a St. George.
Il porto di Port Clyde era in origine noto come Herring Gut.
Marshall Point, luogo ove si trova l'omonimo faro, sta all'estremità meridionale di Port Clyde. Esso fu una delle mete della corsa di Tom Hanks nel film da lui interpretato nel 1994, Forrest Gump.